# Q-Dance

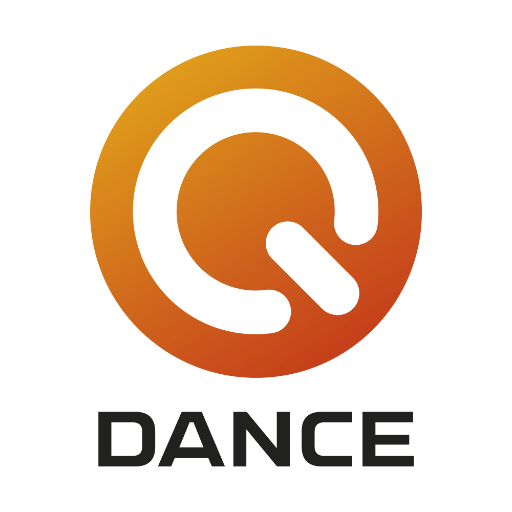
Q-dance Logo

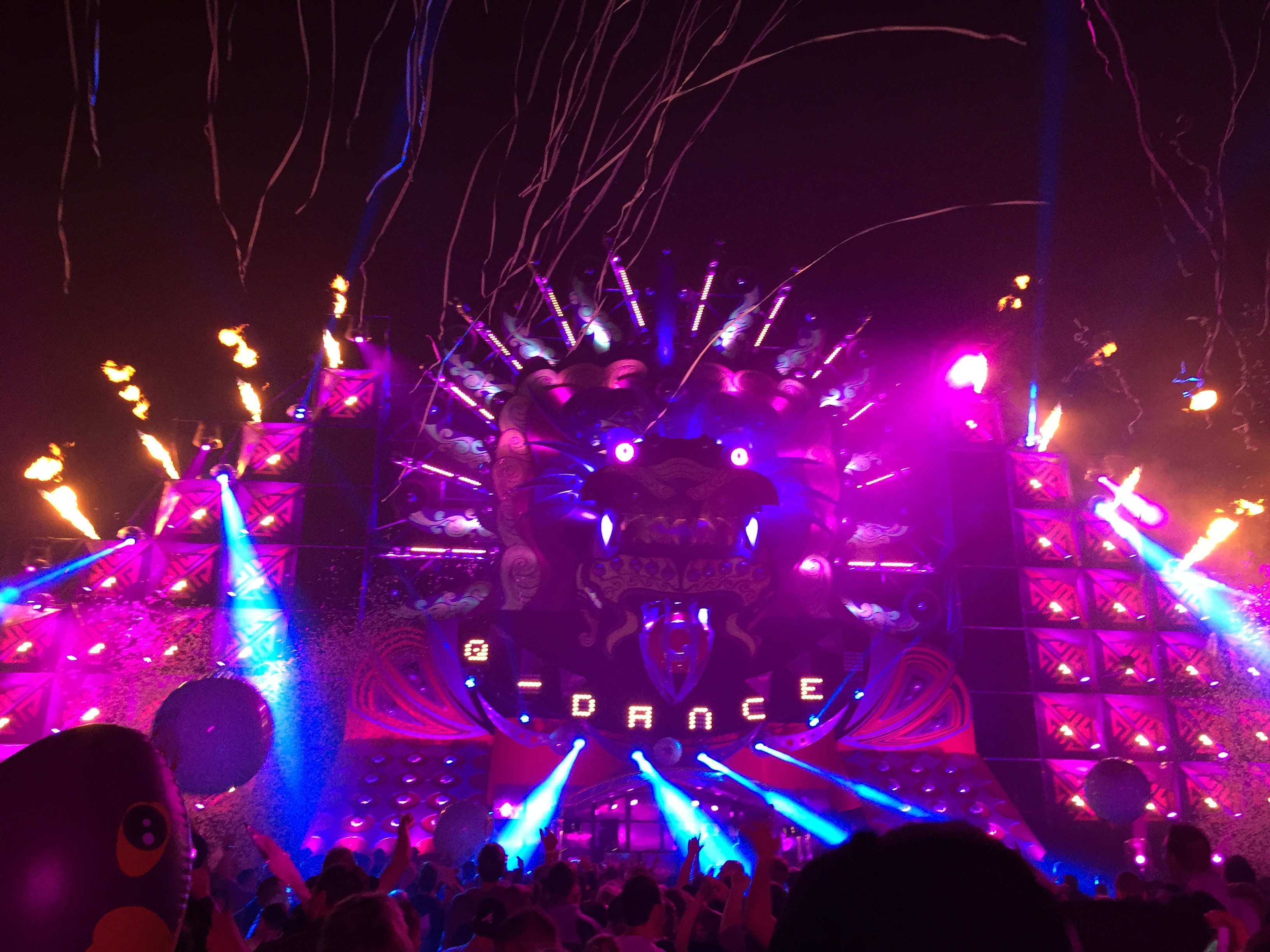
Q-Dance Stage beim Airbeat One Festival 2016

Q-Dance ist ein Musikveranstalter, Plattenlabel und Onlineradiobetreiber aus den Niederlanden mit Schwerpunkt auf Hardcore Techno, Hardstyle und Hard Trance. Zu den bedeutendsten von Q-Dance veranstalteten Events zählen Defqon.1, Q-Base, Qlimax, Dominator, The Qontinent und X-Qlusive.

## Geschichte
Die 1999 gegründete Firma beschränkte sich anfänglich auf die Eventorganisation. Heute ist Q-Dance als Veranstalter und auch als Plattenlabel tätig und hat verschiedene DJs unter Vertrag, unter anderem DJ Astrid, Technoboy, Zany und verschiedene weitere.
Q-Dance ist international tätig und ist seit Ende 2006 Teil des marktführenden niederländischen Musiklabels ID&T, dessen Gründer Duncan Stutterheim nach seinem Rückzug die Geschäftsführung an Q-Dance Gründer Wouter Tavecchio übertragen hat. Die beiden Veranstalter und Plattenlabels beherrschen mit über 25 Dancefestivals mit jährlich insgesamt mehr als 500.000 Besuchern den niederländischen Hardstyle-Musikmarkt.
In Australien veranstaltete Q-Dance 2008 das X-Qlusive Showtek und 2009 X-Qlusive Technoboy. Außerdem fand die Defqon.1 am 19. September 2009 und 18. September 2010 als Defqon1-Australia in Sydney statt.
Durch die Anhebung der Steuer für Veranstaltungen in den Niederlanden im Jahr 2011 beschloss Q-Dance zwei seiner erfolgreichen Veranstaltungen (Events) namens In Qontrol und Houseqlassics abzusetzen und dafür zwei neue rentablere Events in der Heineken Music Hall und im ZiggoDome in Amsterdam zu veranstalten. Am 1. Oktober 2011 kam es dadurch zur Premiere von QORE 3.0 in der Heineken Music Hall. Am 31. Dezember 2012 wurde im Ziggodome das erste Mal Freaqshow veranstaltet, welche die Q-Dance Silvesterveranstaltung Qountdown der vorangegangenen Jahre ersetzte. Im Jahre 2017 wurde Freaqshow nach fünf Jahren am 31. Dezember beendet und 2018 als WOW WOW fortgeführt.
Im Jahr 2018 wurde zudem auch das Festival am Flughafen Niederrhein Q-BASE zum letzten Mal ausgetragen. Q-Dance veranstaltete 2019 als Nachfolge das IMPAQT-Festival, jedoch nur ein einziges Mal.
2019 wurde WOW WOW durch EPIQ ersetzt. Nach der COVID-19-Pandemie wurden keine weiteren Neujahrsveranstaltungen angekündigt.
Die Defqon.1 wurde in den Jahren 2020 und 2021 wegen COVID-19 abgesagt. Als Ersatz wurden zwei Streamingevents unter dem Namen Defqon.1 @ Home veranstaltet.
Im Juli 2024 kündigte Q-dance die finale Ausgabe von Qlimax an und somit das Ende des Konzepts.
Q-Dance veranstaltete in früheren Zeiten auch andere Events wie Hardcore Resurreqtion, Qountdown, Qlubtempo, Qontact, Teqnology, Q-Beach, Qrimetime und Promo. Seither sind zudem auf vielen großen Festivals einzelne Bühnen des Veranstalters vertreten.

## Q-Dance Events

Tomorrowland 2023 – Q-dance.

| seit | Name                       | Aktueller Veranstaltungsort   | Besucher |
| ---- | -------------------------- | ----------------------------- | -------- |
| 2003 | X-Qlusive                  | Heineken Music Hall Amsterdam | 5.500    |
| 2003 | Defqon.1                   | Biddinghuizen                 | 85.000   |
| 2004 | Q-dance presents           | Ziggo Dome Amsterdam          | 12.000   |
| 2005 | Dominator                  | E3 Strand Eersel              | 50.000   |
| 2012 | The Sound of Q-dance       |                               | N.a.     |
| 2013 | Dominator (Indoor Edition) | Heineken Music Hall Amsterdam | N.a.     |
| 2014 | Hemqade                    | North Sea Venue Zaandam       | N.a.     |
| 2015 | Electric Love              | Salzburgring                  | > 38.000 |
| 2016 | Airbeat One                | Neustadt-Glewe                | > 40.000 |
| 2016 | Mysteryland NL             | Haarlemmermeer                | > 60.000 |

### Ehemalige Events
| von – bis | Name                            | Ehemaliger Veranstaltungsort                          |
| --------- | ------------------------------- | ----------------------------------------------------- |
| 1999–2010 | Houseqlassics                   |                                                       |
| 2000–2001 | '91-'92                         | Hemkade 48 Zaandam                                    |
| 2000–2003 | Hardcore Resurrection           |                                                       |
| 2000–2024 | Qlimax                          | GelreDome Arnheim                                     |
| 2001–2004 | Qontact                         | Heineken Music Hall Amsterdam / Beursgebouw Eindhoven |
| 2001–2007 | Qlubtempo                       | Hemkade 48 Zaandam / Heineken Music Hall Amsterdam    |
| 2002      | Club Q-BASE                     | Hemkade 48 Zaandam                                    |
| 2002–2006 | Teqnology                       | Heineken Music Hall Amsterdam                         |
| 2004–2007 | QrimeTime                       | Heineken Music Hall Amsterdam                         |
| 2004–2010 | In Qontrol                      | Amsterdam RAI                                         |
| 2004–2018 | Q-BASE                          | Flughafen Niederrhein                                 |
| 2008–2011 | Qountdown                       | Heineken Music Hall Amsterdam                         |
| 2008–2024 | The Qontinent (mit Bass Events) | Recreation Area Puyenbroeck Wachtebeke                |
| 2010      | De Q-dance Feestfabriek         | Amsterdam ArenA                                       |
| 2011–2012 | QORE 3.0                        | Heineken Music Hall Amsterdam                         |
| 2012–2017 | Freaqshow                       | Ziggo Dome Amsterdam                                  |
| 2012–2018 | Defqon.1 Australia              | Sydney International Regatta Centre                   |
| 2013      | IQON                            | Sydney International Dragway                          |
| 2013–2023 | Qapital                         | Ziggo Dome Amsterdam                                  |
| 2015–2016 | Defqon.1 Chile                  | Santiago de Chile                                     |
| 2018      | WOW WOW                         | Ziggo Dome Amsterdam                                  |
| 2019      | IMPAQT                          | Flughafen Niederrhein                                 |
| 2019      | EPIQ                            | Ziggo Dome Amsterdam                                  |
| 2020      | DEDIQATED                       | GelreDome Arnheim                                     |
| 2020      | Defqon.1 @ Home                 | Walibi Holland                                        |
| 2020      | Defqon.1 @ Home                 | Walibi Holland                                        |